# Anton Weichselbaum

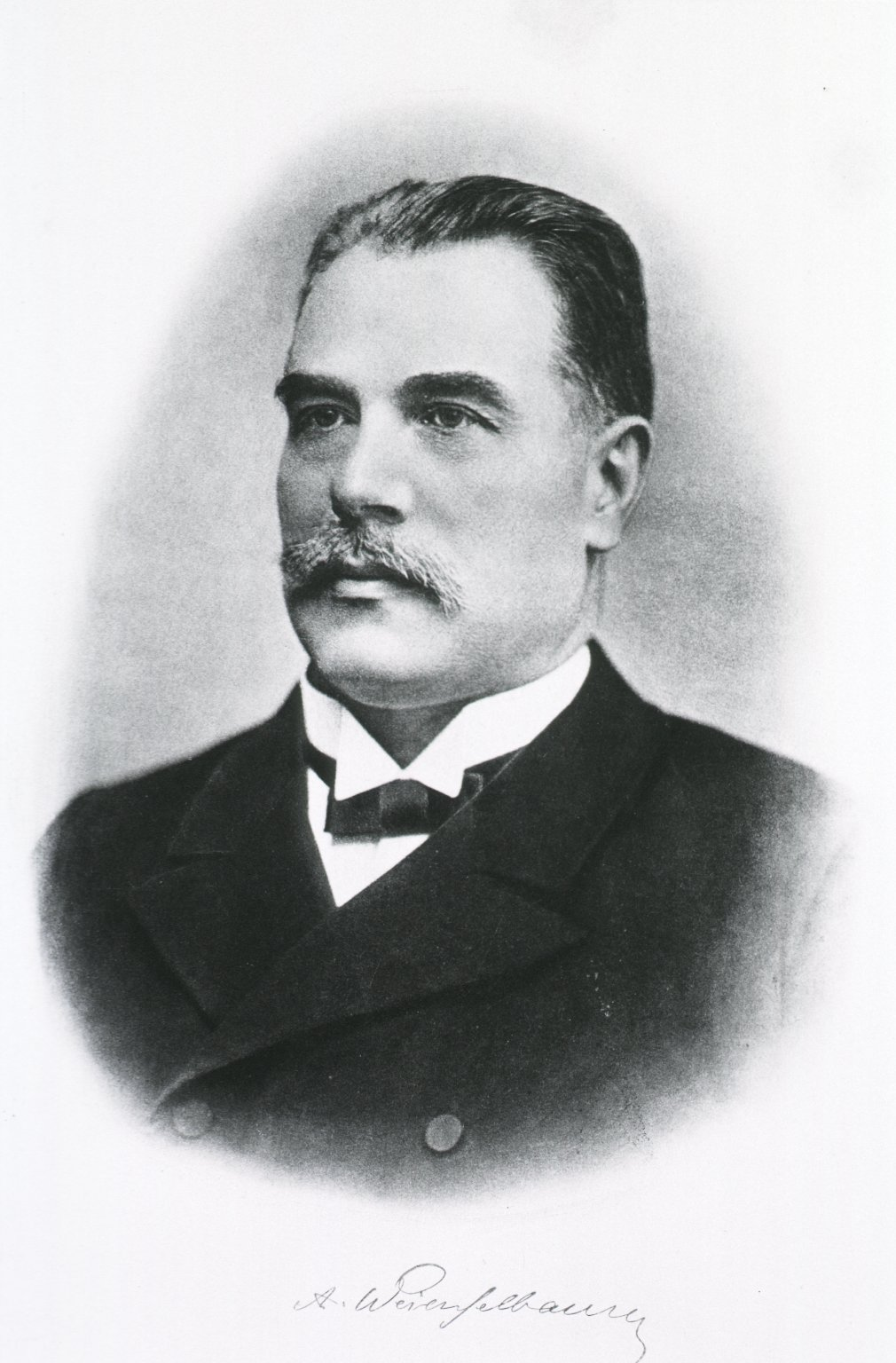
Anton Weichselbaum, um 1900

Anton Weichselbaum (* 8. Februar 1845 in Schiltern, Niederösterreich; † 22. oder 23. Oktober 1920 in Wien) war ein österreichischer Anatom, Pathologe und Bakteriologe.

## Leben

### Akademische Laufbahn
Er studierte Medizin in Wien, wo er 1869 zum Dr. med. promoviert wurde.
Von 1869 bis 1871 war er Assistent bei dem pathologischen Anatomen Josef Engel, der ein Schüler von Karl Freiherr von Rokitansky war. Ab 1885 war er außerordentlicher Professor für pathologische Histologie. Von 1893 bis 1916 war Weichselbaum ordentlicher Professor für pathologische Anatomie an der Universität Wien.
1916 tauschte er seine Position als Inhaber der Lehrkanzel für pathologische Medizin mit derjenigen des Inhabers der Lehrkanzel für gerichtliche Medizin, Alexander Kolisko, der diesen Posten seit 1898 in der Nachfolge Eduard Hofmanns bekleidet hatte.

### Beiträge zur Medizin
Weichselbaum gehörte zu den Ersten, die die Bedeutung der Bakteriologie für die pathologische Anatomie erkannten. Im Blut von an akuter Miliartuberkulose Verstorbener wies er im Jahr 1884 Tuberkelbazillen nach. Er entwickelte ein Reagens zur Serum- und Liquor-Proteinbestimmung (Weichselbaum-Biuretreagens). 1886 entdeckte er das Bakterium Streptococcus pneumoniae  (früher Diplokokkus pneumoniae genannt) sowie 1887 den Erreger der vor allem bei Säuglingen und Kleinkindern auftretenden Meningokokkenmeningitis (Neisseria meningitidis, Diplokokkus intracellularis meningitidis, Weichselbaum-Diplococcus). 1903 war er für die Konservierung der Leiche der Erzherzogin Elisabeth Franziska verantwortlich.

### Ämter und Funktionen
1912/13 bekleidete Weichselbaum das Amt des Rektors der Universität Wien. Er war Mitglied der kaiserlichen Akademie der Wissenschaften Wien (ab 1892 korrespondierendes, ab 1894 wirkliches Mitglied) und der Leopoldinisch-Carolinischen Akademie deutscher Naturforscher. Ab 1917 war Weichselbaum zudem Mitglied des Herrenhauses.

### Familie und Grabstätte

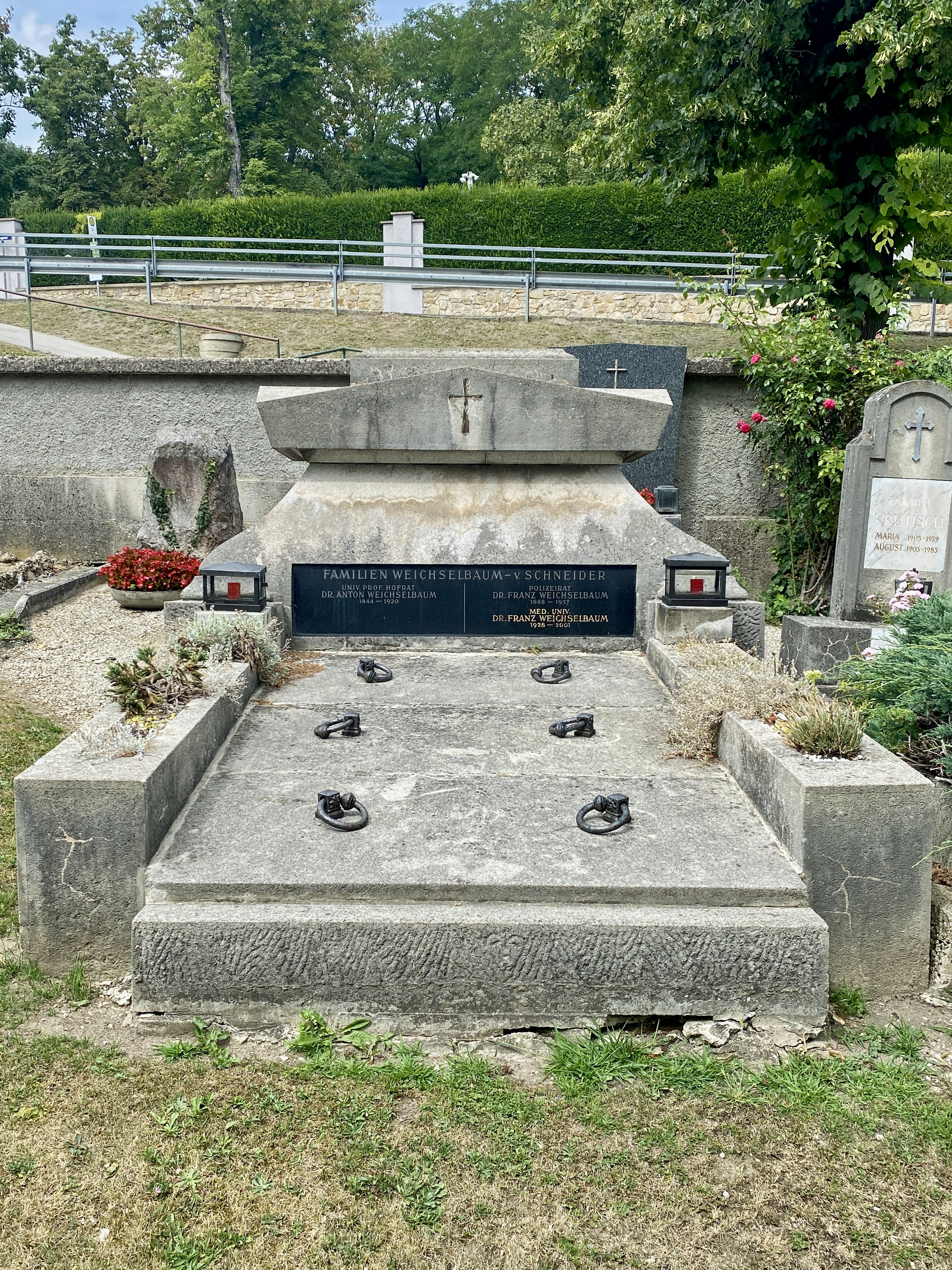
Grab von Anton Weichselbaum

Er war mit Anna Schneider, einer Tochter von Franz Schneider, verheiratet. Er wurde auf dem Weidlinger Friedhof in Klosterneuburg bestattet.

## Straßenbenennung
1929 wurde die Weichselbaumgasse in Wien-Favoriten nach ihm benannt.

## Schriften (Auswahl)
- Der gegenwärtige Stand der Bakteriologie und ihre beziehungen zur praktischen Medizin. In: Klinische Zeit- und Streitfragen, Band 1, 1; Wien, 1887.
- Grundriss der pathologischen Histologie. Leipzig-Wien, 1892.
- Über Entstehung und Bekämpfung der Tuberkulose. 1896.
- Parasitologie. In: Handbuch der Hygiene, Band 9; Jena, 1899.
- Epidemiologie. In: Handbuch der Hygiene, Band 9; Jena, 1899.
- Aetiologie der akuten Lungen- und Rippenfellentzündungen.
- Ueber die Aetiologie der akuten Meningitis cerebro-spinalis. In: Fortschritte der Medicin. Bd. 5, Nr. 18, 1887, S. 573–583.
- Aetiologie und pathologische Anatomie der Endocarditis.
- Diplococcus pneumoniae. In: Handbuch der pathogenen Mikroorganismen, Band 3; Jena, 1903.
- Meningokokken. In: Handbuch der pathogenen Mikroorganismen, Band 3; Jena, 1903.
- Pneumokokkenimmunität. In: Handbuch der pathogenen Mikroorganismen, Band 4; Jena, 1904.
- Immunität bei den durch den Micrococcus meningitidis cerebrospinalis (Diplococcus intracellularis meningitidis) verursachten Erkrankungen. In: Handbuch der pathogenen Mikroorganismen, Band 4; Jena, 1904.
- Über die Infektionswege der menschlichen Tuberkulose. 1907.
- Über die Beziehungen zwischen Körperkonstitution und Krankheit. 1912.